# Ramin Djawadi
Ramin Djawadi, född 19 juli 1974 i Duisburg, är en iransk/tysk kompositör av orkestermusik för film och television. Hans far invandrade till Tyskland från Iran.
Djawadi har fått mycket uppmärksamhet som kompositör. Han har gjort musik till filmer som Pacific Rim, Iron Man och Mr. Brooks. Hans arbete som musikkompositör inkluderar Blade: Trinity, Ask the Dust, Open Season och The List.
Ramin har även komponerat musik till olika TV-serier. Den som mest uppmärksammats är introt till Prison Break, som han dessutom Emmy-nominerades för. Introlåten till Prison Break remixades sedan av Ferry Corsten, och släpptes som "Prison Break Theme (Ferry Corsten's Breakout Mix)". Han har också gjort musiken till TV-serien Game of Thrones, som visas på HBO. Han har även gjort musiken för serien Westworld från HBO.

## Musikarbeten (i urval)

### Filmmusik

#### 2000-talet
- 2002 – Teknolust (med Klaus Badelt)
- 2003 – Beat the Drum (med Klaus Badelt)
- 2004 – Blade: Trinity (med RZA)
- 2006 – Ask the Dust (med Heitor Pereira)
- 2006 – Boog & Elliot – Vilda vänner (med Paul Westerberg)
- 2007 – Mr. Brooks
- 2007 – Shortcut to Happiness (med Christopher Young)
- 2008 – The List
- 2008 – Iron Man
- 2008 – Boog & Elliot 2 – Vilda vänner mot husdjuren
- 2009 – The Unborn

#### 2010-talet
- 2010 – Clash of the Titans
- 2010 – Sammys äventyr – Den hemliga vägen
- 2011 – Fright Night
- 2012 – Safe House
- 2012 – Sammys äventyr 2
- 2012 – Red Dawn
- 2013 – Pacific Rim
- 2013 – Blixten och det magiska huset
- 2014 – Dracula Untold
- 2016 – Robinson Crusoe
- 2016 – Warcraft: The Beginning
- 2016 – The Great Wall
- 2017 – The Mountain Between Us
- 2018 – Ett veck i tiden
- 2018 – Slender Man (med Brandon Campbell)
- 2019 – Drottningens corgi

#### 2020-talet
- 2020 – Elephant
- 2021 – Reminiscence
- 2021 – Eternals
- 2022 – Uncharted
- 2022 – Metal Lords
- 2022 – The Man from Toronto

### TV-musik
- 2005 – Threshold (TV-serie)
- 2005–2009 – Prison Break (TV-serie) (även 2017)
- 2006 – Blade: The Series (TV-serie)
- 2009–2010 – Flashforward (TV-serie)
- 2011–2012 – Breakout Kings (TV-serie)
- 2011–2019 – Game of Thrones (TV-serie)
- 2011–2016 – Person of Interest (TV-serie)
- 2014–2017 – The Strain (TV-serie)
- 2016–2022 – Westworld (TV-serie)
- 2018–2023 – Jack Ryan (TV-serie)
- 2020 – Amazing Stories (TV-serie)
- 2022 – House of the Dragon (TV-serie)
- 2023 – Beacon 23 (TV-serie)
- 2024 – Win or Lose (TV-serie)
- 2024 – 3 Body Problem (TV-serie)
- 2024 – Fallout (TV-serie)